# وزارة الإستراتيجية الاقتصادية (إسرائيل)
وزارة الإستراتيجية الاقتصادية (بالعبرية: המשרד לאסטרטגיה כלכלית‏) كانت وزارة في الحكومة الإسرائيلية.

## قائمة الوزراء
| #                                         | وزير                                      | الطرف                                     | الحكومة                                   | مصطلح تبدأ                                | مصطلح نهاية                               | ملاحظات                                   |
| وزير الاقتصاد و التنسيق فيما بين الوزارات | وزير الاقتصاد و التنسيق فيما بين الوزارات | وزير الاقتصاد و التنسيق فيما بين الوزارات | وزير الاقتصاد و التنسيق فيما بين الوزارات | وزير الاقتصاد و التنسيق فيما بين الوزارات | وزير الاقتصاد و التنسيق فيما بين الوزارات | وزير الاقتصاد و التنسيق فيما بين الوزارات |
| ----------------------------------------- | ----------------------------------------- | ----------------------------------------- | ----------------------------------------- | ----------------------------------------- | ----------------------------------------- | ----------------------------------------- |
| 1                                         | يعقوف ميريدور                             | الليكود                                   | 19, 20                                    | 5 أغسطس 1981                              | 13 سبتمبر 1984                            |                                           |
| 2                                         | جاد يعقوبي                                | المحاذاة                                  | 21, 22                                    | 13 سبتمبر 1984                            | 16 سبتمبر 1984                            |                                           |
| وزير الاقتصاد والتخطيط                    |                                           |                                           |                                           |                                           |                                           |                                           |
| 2                                         | جاد يعقوبي                                | المحاذاة                                  | 21, 22                                    | 16 سبتمبر 1986                            | 20 أكتوبر 1988                            |                                           |
| 3                                         | اسحق موداعي                               | الليكود                                   | 23                                        | 22 ديسمبر 1988                            | 11 يونيو 1990                             |                                           |
| 4                                         | ماغن ديفيد                                | الليكود                                   | 24                                        | 11 يونيو 1990                             | 13 يوليو 1992                             |                                           |
| 5                                         | شمعون شتريت                               | حزب العمل                                 | 25                                        | 13 يوليو 1992                             | 18 يوليو 1995                             |                                           |
| 6                                         | يوسي بيلين                                | حزب العمل                                 | 25                                        | 18 يوليو 1995                             | 22 نوفمبر 1995                            |                                           |
| وزير الشؤون الاقتصادية الاستراتيجية       |                                           |                                           |                                           |                                           |                                           |                                           |
| 7                                         | بنيامين نتنياهو                           | الليكود                                   | 32                                        | 31 مارس 2009                              | 18 مارس 2013                              | يقضي رئيس الوزراء                         |

## وصلات خارجية
- جميع الوزراء في وزارة الاقتصاد والتخطيط الكنيست الموقع